# Yūki (Klan)

Wappen der Yūki (Dreifach-Tomoe)

Die Yūki (japanisch 結城氏) waren eine Familie des japanischen Schwertadels (Buke), die sich von Fujiwara no Hidesato (藤原 秀郷, 10. Jahrhundert) ableitete.

## Genealogie (Auswahl)
- Tomomitsu (朝光) war der Sohn von Oyama Masamitsu (小山 政光) und Nachkomme von Hidesato in der 10. Generation. Er erhielt das Lehen von Yūki in der Provinz Shimousa und nahm diesen Namen an. Seine Mutter war die Amme von Minamoto no Yoritomo gewesen und gab diesem den Rat, mit zusammen mit Tomomitsu die Taira zu stürzen. Tomomitsu besiegte 1189 in einem Kriegszug Fujiwara no Yasuhira (藤原泰衡; 1155–1189) in der Provinz Mutsu, was zum Ende der Ōshū-Fujiwara (欧州藤原) führte. Als Kajiwara Kagetoki einen Aufstand machte, marschierte er gegen ihn und besiegte ihn im Jahr 1200 in Suruga. Er erhielt später den Titel „Kazusa no suke“ (上総介).
- Tomohiro (朝廣) war ein Sohn des Tomomitsu. Er hatte zwei Söhne: der ältere, Hirotsugu, erhielt die Domäne der Yūki und gab sie an seine Nachkommen weiter, der andere, Sukehiro, ließ sich 1280 in Shirakawa (Provinz Mutsu) nieder, wo seine Familie für einige Jahrhunderte residierte.
- Munehiro (宗廣) war ein Sohn des Sukehiro. Er führte den Titel „Kōzuke no suke“ (上野介). Er schor sein Haar, widmete sich dem Buddhismus und nannte sich Dōchū. Als Kastellan von Shirakawa diente er erst den Hōjō und nahm an der Schlacht im Jahr 1331 gegen Kaiser Go-Daigo am Berg Kasagi teil. Als der Kaiser sich aus Ōki absetzen und nach Funanoe-sen (船上山) in der Provinz Hōki fliehen konnte, rief er dort all seinen treuen Vasallen zusammen. Munehiro verließ daraufhin die Hōjō-Partei und schloss sich Nitta Yoshisada an und unterstützte ihn 1333 bei der Eroberung Kamakuras. Mit Prinz Yoshisada ging er nach Mutsu und kämpfte dort gegen Ashikaga Takauji. Als er 1338 bei Nara mit Kitabatake Akiie (1318–1338) geschlagen wurde, nahm er in Zuflucht in Yoshino. Wieder in Mutsu hob er eine Armee aus und erreichte mit ihr auf dem Seeweg Anotsu (安濃津) in der Provinz Ise. Bald nach der Landung erkrankte er und starb.
- Chikatomo (親朝), Munehiros ältester Sohn, kämpfte auf der Seite des Kaisers Go-Daigo gegen die Hōjō und dann gegen die Ashikaga. Aber als er sah, dass seine Gegner überall erfolgreich waren, schloss er sich 1340 dem Nordhof[1]
- Chikamitsu (親光; † 1382) war Chikatomos Bruder. Er focht auf der Seite von Daibutsu Sadanao gegen Kusunoki Masashige, den er in dessen Burg Akasaka in der Provinz Kawachi belagerte. 1333 verteidigte er Rokuhara in Kyōto gegen die kaiserliche Armee. Später kämpfte er gegen die Ashikaga und besiegte Ashikaga Takauji bei Seta. Als Kaiser Go-Daigo auf den Berg Hiei floh, blieb Chikamitsu in Kyōto. Von einer Übermacht angegriffen machte er ein Friedensangebot, aber Takauji misstraute ihm und sandte Ōtomo Sadanori, um mit ihm zu verhandeln. Während der Verhandlungen attackierte Chikamatsu Sadanori und tötete ihn mit einem einzigen Hieb. Er selbst fiel dann, von den Ashikaga-Soldaten überwältigt.
- Akitomo (顯朝) war ein Sohn Chikatomos. Er diente den Ashikaga und bekämpfte zusammen mit Hatakeyama Takakuni (畠山 高国; 1305–1351) Kitabatake Chikafusa, der gezwungen war, nach Yoshino zu fliehen. Im Jahr 1350, als Ashikaga Tadayoshi sich dem Südhof[1] anschloss, wollte Akitomo sich ihm anschließen. Aber Takauji verhinderte das, indem er drohte, all seine Domänen einzuziehen. Akitomo schloss sich nun ihm gegen Kitabatake Akinobu an. 1369 übertrug er seine Domänen seinem Sohn Mitsutomo. – Seine Nachkommen hielten 200 Jahre die Domäne Shirakawa, bis dann der letzte, nämlich Yoshiaki, von Toyotomi Hideyoshi 1590 abgesetzt wurde.
- Ujitomo (氏朝; 1398–1441), ein Nachkomme des Hauptzweiges, erbte die Domäne Yūki. 1440 nahm er Haruō-maru (春王丸) und Yasuō-maru (安王丸) an, beides Söhne des ehemaligen Kanryō Ashikaga Mochiuji (1398–1439) auf. Er wurde von Uesugi Kiyotaka in seiner Burg Koga eingeschlossen, schließlich besiegt und mit seinen beiden jungen Schützlingen getötet.
- Naritomo (成朝; 1439–1462) war nur zwei Jahre alt, als sein Vater Ujitomo starb. Von treuen Dienern seines Vaters beschützt, wurde von Satake Yoshitoshi als Gast aufgenommen. 1454 gaben die Ashikaga ihm seine Domäne zurück. Er befand sich im ständigen Kampf mit den Uesugi.
- Masatomo (政朝; 1477–1545), Naritomos Enkel, musste sich mit den Utsunomiya in seine Nachbarschaft auseinandersetzen, die ihn von seiner Domäne verdrängen wollten. Er konnte sie aber schlagen. 1525 gab er seinen Besitz an seinen Sohn Masakatsu, schor sein Haupt und nannte sich Kōshō.
- Masakatsu (政勝; 1504–1559), Sohn Masatomos, war fortwährend im Kampf mit seinen Vasallen, den Oda, Takayama und anderen, die ihre Unabhängigkeit anstrebten.
- Harutomo (晴朝; 1534–1614), ein Sohn von Oyama Takatomo, wurde von seinem Onkel Masakatsu adoptiert, folgte auf ihn und setzte die Kämpfe gegen die Vasallen fort. Da er keine Kinder hatte, wandte er sich an Toyotomi Hideyoshi und bat ihn, einen Erben auszusuchen. Hideyoshi wählte Hideyasu, einen Sohn Tokugawa Ieyasus, der dann den Namen Yūki annahm. 1590 gab Harutomi die Verwaltung seiner Domäne an Hideysu ab, folgte ihm in die Provinz Echizen, als dieser dorthin versetzt wurde. Masakatsu starb dort.
- Hideyasu (秀康; 1554–1607) nannte sich, als zum Tokugawa-Klan zugehörig, nach seiner Versetzung nach Echizen Matsudaira und übertrug seinem vierten Sohn Naomoto die Fortführung der Yūki-Linie.